# Lambada (filme)
Lambada é um filme americano de 1990 cujo título original é Lambada - Set The Night On Fire. Outro título em português é Lambada Em Los Angeles.

## Sinopse
O mundo da dança sensual se choca com um mundo de riqueza e privilégios. Durante o dia, Kevin Laird(J. Eddie Peck) é professor numa escola chique de Beverly Hills, mas à noite, ele incendeia a pista de dança na região leste de Los Angeles. Os passos de Kevin lhe garantem o respeito de adolescentes durões que frequentam os cursos supletivos. Mas quando Sandy(Melora Hardin), uma sedutora aluna descobre a secreta vida dupla de Kevin, ela ameaça destruir tudo o que ele tem construído.

### Sinopse 2
Kevin Laird (J. Eddie Peck) é professor de matemática numa renomada escola de Beverly Hills e sua beleza perturba a mimada Sandy (Melora Hardin), que namora com o mulherengo Dean (Ricky Paull Goldin). Kevin é casado com Linda (Kristina Starman) e tem um filho Rudy (Matt Feemster), mas toda noite ele vai para um clube de música latina, onde ele se transforma num exímio dançarino! Quando Sandy descobre o Kevin dançarino, se sente ainda mais atraída.

## Elenco
- J. Eddie Peck - Kevin Laird/Blade/Carlos Gutierrez
- Melora Hardin - Sandy Thomas
- Shabba Doo - Ramone
- Leticia Vasquez - Pink Toes
- Dennis Burkley - Uncle Big
- Rita Bland - Lesley
- Jimmy Locust - Ricochet
- Kayla Blake - Bookworm (como Elsie Sniffen)
- Richard Giorla - Double J
- Debra Hopkins - Muriel (como Debra Spagnoli)
- Eddie Garcia - Chili
- Kristina Starman - Linda Laird
- Matt Feemster - Rudy Laird
- Gigi Hunter - Dançarina na sala de aula
- Keene Curtis - Diretor Singleton
- Bonita Money - Lead Dancer
- Basil Hofman - Supt.Leland
- Geldie Burns - Mônica
- Ricky Paull Goldin - Dean
- Gina Ravarra - Funk Queen
- Thalmus Rasulala - Wesley Wilson
- Olivia Villa Real - Maria
- Eric Taslitz - Egghead
- Sheila Roehm - Miss Taylor
- Michael Phenicie - Collins (como Michael Gates)
- Deborah Chesher - Miss Farnsworth
- Edgar Godineaux Jr. - Tidal Wave
- Jennifer Mann - Party Girl
- J. W. Falls - Fingers
- Lauren Gale - Librarian
- Vincent Tumeo - Eric
- Dina Kay Bunn - Rapper
- Tony Burrer - Clay
- William Marquez - Trevino
- Steve Cuevas - Jogador de Futebol no Quiz de Matemática
- Geno Hart - José #1
- Dash Hart - José #2
- Tom Reda - Freeman
- Barry Bernal - Homeboy #1
- Tony Cordell - Homeboy #2
- Ricki Malinwanag - Homeboy #3
- Smith Wordes - Twinkie

## Trilha Sonora
1. Set The Night On Fire - Sweet Obsession
2. This Moment In Time - Absolute
3. Perfect - Dina D!
4. Tease Me, Please Me - Tony Terry
5. Lambada Dancin' - Kathy Sledge
6. Gotta Lambada - Absolute
7. I Like The Rhythm - Carrie Lucas
8. Rock Lambada - Johnny Thomas Jr.
9. Wes' Groove - Bill Wolfer
10. Sata - Brenda K. Starr
11. Give It Up - Judette Warren

- Músicas não incluidas No CD

1. I Can't Live Without My Rock N' Roll - Micki Free
2. When We Make Love - Belva Haney
3. Computer Dance - Greg DeBelles
4. Heat Of The Night - Soul II Soul